# Kalverbos (natuurgebied)

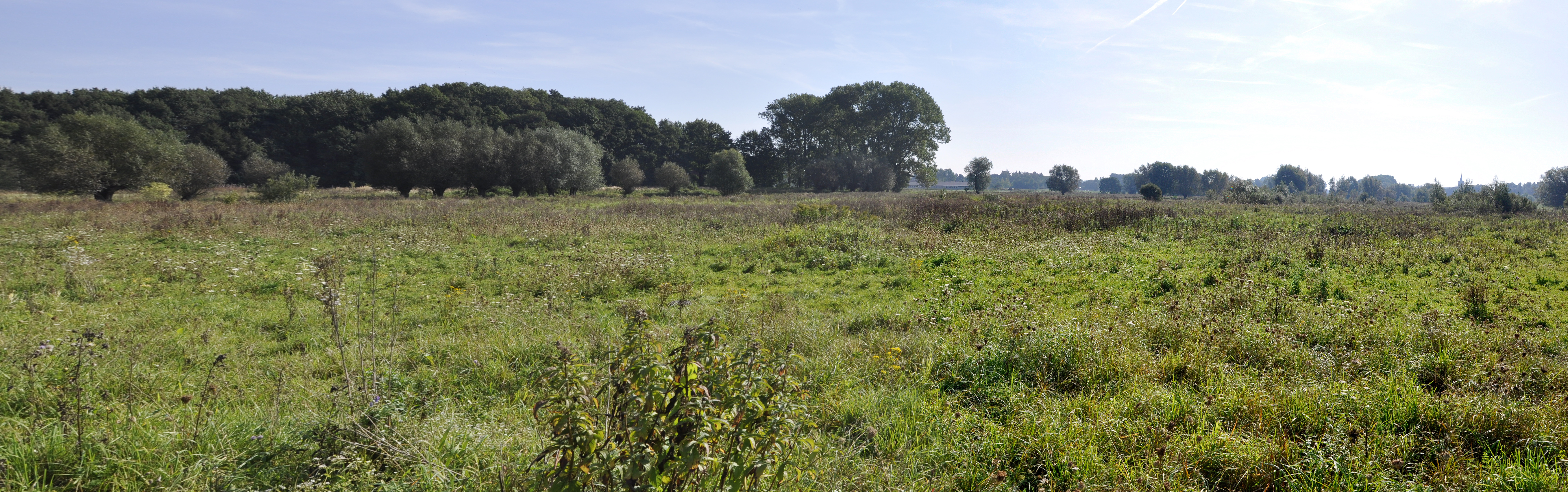
Kalverbos

Kalverbos is een natuurreservaat in de Belgische plaats Heusden in de provincie Oost-Vlaanderen. Het gebied ligt vlak ten noorden van de Schelde, ten zuiden van de R4 en strekt zich uit tot aan de brug over de Schelde die naar Melle leidt.
Het gebied werd, vóór de aanleg van de dijken, overstroomd door de Schelde, meer bepaald de Zeeschelde. Dat veranderde toen men in het begin van de jaren zeventig van de twintigste eeuw de Ringvaart met de Zeeschelde verbond, ter hoogte van de brug van Melle. Zand en klei werden afgevoerd, dijken werden aangelegd en een deel van het terrein werd dan weer verhoogd met baggerslib. Een ander deel bleef laaggelegen weiland (meers). De oude zandwinningsput evolueerde tot een plas vol leven. Men treft er de pijlstaart, slobeend, krakeend en dodaars aan. In de rietkragen houden zich de kleine karekiet en de rietgors op.
Dit natuurgebied is afgesloten voor het publiek. De voormalige zandput is wel bereikbaar via een voetpad vanaf de Scheldedijk.
Ten westen van dit gebied ligt in het Nonnenbos de Bosseveerhoeve of hoeve Ten Bossche, de voormalige pachthoeve van de intussen verdwenen Cisterciënzerinnenabdij Nieuwenbosch. De abdij is verwoest door de beeldenstormers in 1579. Het terrein waarop de abdij stond - anno 2010 de tuin van de rijkstuinbouwschool - ligt nu op het grondgebied van Melle. Heusden verloor een deel van haar grondgebied door de rechttrekking van de Schelde in 1882.

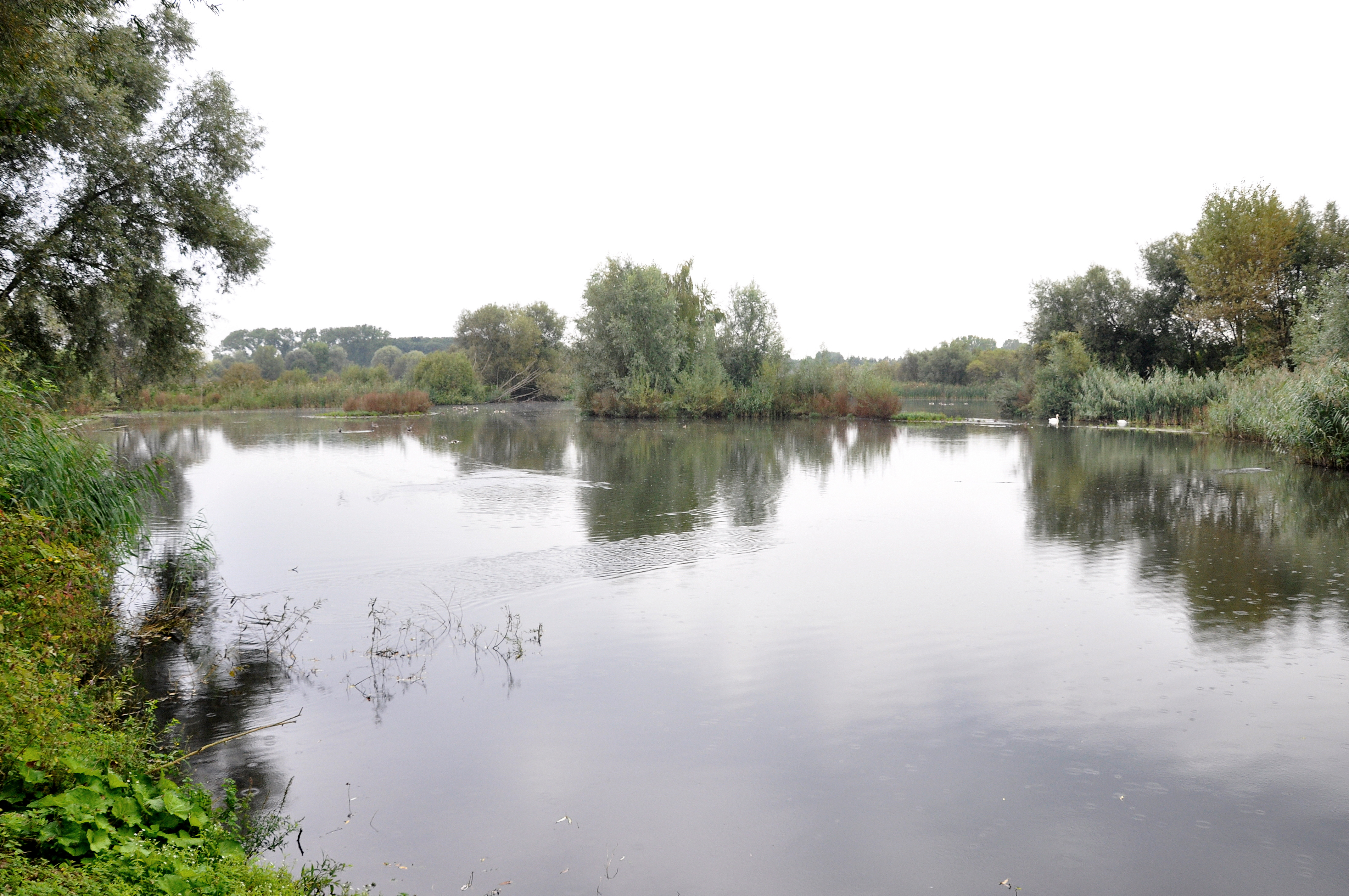
De vroegere zandput